# Absolution (filme de 2024)
Absolution (prt: Absolvição; bra: Último Alvo) é um filme de ação e suspense americano de 2024, dirigido por Hans Petter Moland e escrito por Tony Gayton. O longa é estrelado por Liam Neeson no papel de um gângster introspectivo e envelhecido.
Absolution foi lançado nos cinemas em 1º de novembro de 2024 pela Samuel Goldwyn Films. Em Portugal, o filme estreou em 2 de janeiro de 2025, distribuído pela NOS. No Brasil, o filme estreou no dia 27 de fevereiro de 2025, com distribuição da Imagem Filmes.

## Sinopse
Murtagh (Liam Neeson) é um ex-gângster e ex-boxeador que passou anos trabalhando para um poderoso chefe do crime em Boston. Ao receber um diagnóstico terminal, ele decide tentar se redimir de seus pecados, buscando se reconectar com seus filhos distantes e deixar um legado positivo para seu neto. No entanto, escapar do submundo do crime não será fácil. Antigos aliados e novos inimigos não estão dispostos a deixá-lo partir sem um último acerto de contas. Em uma corrida contra o tempo e enfrentando sua própria memória falha, Murtagh precisará encarar o passado violento que tentou deixar para trás e lutar pelo pouco que ainda resta de seu futuro.

## Elenco
- Liam Neeson como Thug
- Yolonda Ross como Mulher
- Daniel Diemer como Kyle Conner
- Javier Molina como Gamberro
- Frankie Shaw como Daisy
- Ron Perlman como Charlie Conner
- William Xifaras como Kiko
- Terrence Pulliam como Dre
- Josh Drennen como Pai de Thug
- Ryan Homchick como Dr. Gruber
- Deanna Tarraza como Araceli
- Kris Eivers como Padre
- Ryan Caraway como Bartender
- Omar Moustafa Ghonim como Armando
- Tom Kemp como Burt
- Jimmy Gonzales como Diego Machado
- Bruce Soscia como Tommy
- Levon Panek como Grandalhão

## Produção
As filmagens ocorreram em Winthrop, Massachusetts, em outubro de 2022. No mesmo mês, também foram realizadas gravações em Boston. Em novembro de 2022, as filmagens aconteceram em Norwood, Massachusetts.

## Lançamento
O filme foi lançado nos cinemas dos Estados Unidos em 1º de novembro de 2024. Em Portugal, estreou em 2 de janeiro de 2025, enquanto no Brasil estreou no dia 27 de fevereiro de 2025, sendo distribuído pela Imagem Filmes.